# Coca-Cola Amatil

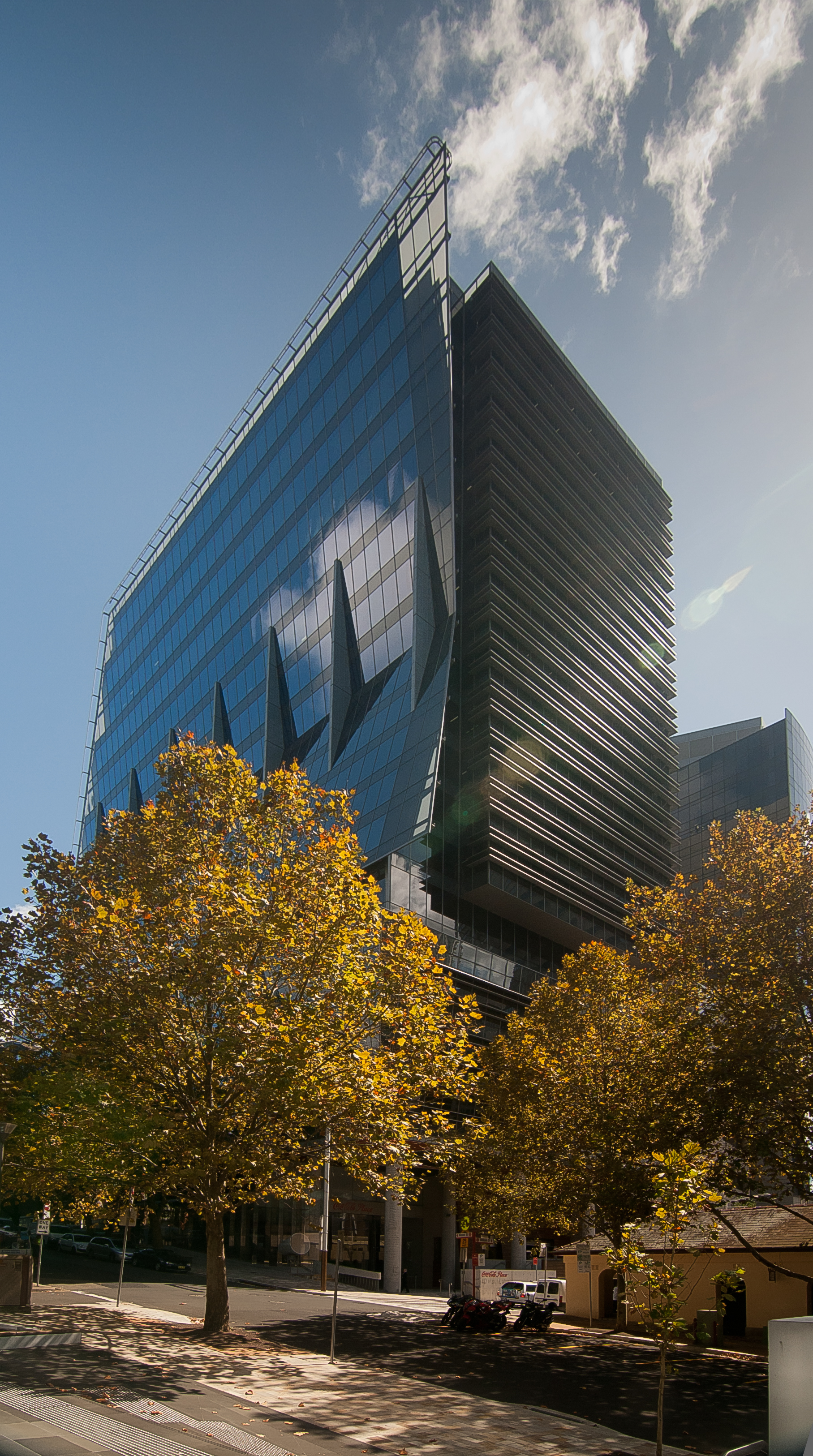
Das Ark-Coca-Cola Place Gebäude in North Sydney. Das Foto wurde vom Platz an der Mount Street aus aufgenommen. (2012)

Coca-Cola AMaTIL (Akronym für Allied Manufacturing and Trade Industries Limited; Abk. CCA) war ein australisches Abfüllunternehmen mit Hauptsitz in North Sydney.

## Produkte
CCA war nach der Brauerei Fosters der zweitgrößte Getränkeabfüller Australiens, das in Lizenz unter anderem die Marken Coca-Cola, Nestea, Powerade, Jim Beam, Rémy Martin, Cointreau und Absolut Vodka abfüllte. Außerdem produzierte das Unternehmen Frucht- und Gemüsekonserven sowie Snacks.
Mit seinen Produkten versorgte CCA neben Australien und Neuseeland auch Gebiete des sogenannten „Pacific Rim“ (Papua-Neuguinea, Indonesien, Samoa und Fidschi) und war damit neben der Hellenic Bottling Company einer der größten Lizenzabfüller für Coca-Cola.

## Geschichte
Die Geschichte des Unternehmens geht auf die Gründung der British Tobacco Company (Australia) im Jahre 1904 zurück. 1973 wurde sie in Allied Manufacturing and Trade Industries Limited und 1977 in AMaTIL umbenannt. Die endgültige Namensänderung in Coca-Cola AMaTIL (CCA) erfolgte 1989, als sich der Konzern auch von seiner Tabakproduktion trennte. Derzeit (2013) beschäftigt das Unternehmen etwa 16.000 Mitarbeiter. Im Oktober 2017 übernahm CCA die in Baskerville ansässige Brauerei Feral Brewing.
Im Jahr 2021 übernahm der europäische Abfüller Coca-Cola European Partners (CCEP) CCA. Das zu Coca-Cola Europacific Partners fusionierte Unternehmen wurde der weltgrößte Abfüller von Coca-Cola.